# Medebay Zana
Medebay Zana est un des 36 woredas de la région du Tigré.